# Stéphane Bruey
Stéphane Bruey (ur. 1 grudnia 1932 w Champigny-sur-Marne, zm. 31 sierpnia 2005) – francuski piłkarz polskiego pochodzenia, zawodnik reprezentacji Francji w latach 50. XX wieku.

## Wyróżnienia
- 3. miejsce z reprezentacją Francji na MŚ 1958